# Chimlibach
Der Chimlibach (im Oberlauf auch Dorfbach) ist ein rund sechs Kilometer langer rechter Zufluss der Glatt im Schweizer Kanton Zürich. Er durchfliesst die Gemeinden Volketswil und Schwerzenbach in den sich überschneidenden Regionen Oberland und Glatttal.
Er ist der erste wichtige Zufluss der Glatt nach dem Ausfluss aus dem Greifensee, welcher sich nur rund 1,1 Kilometer flussaufwärts von der Mündung des Chimlibachs aus befindet.

## Geographie

### Verlauf

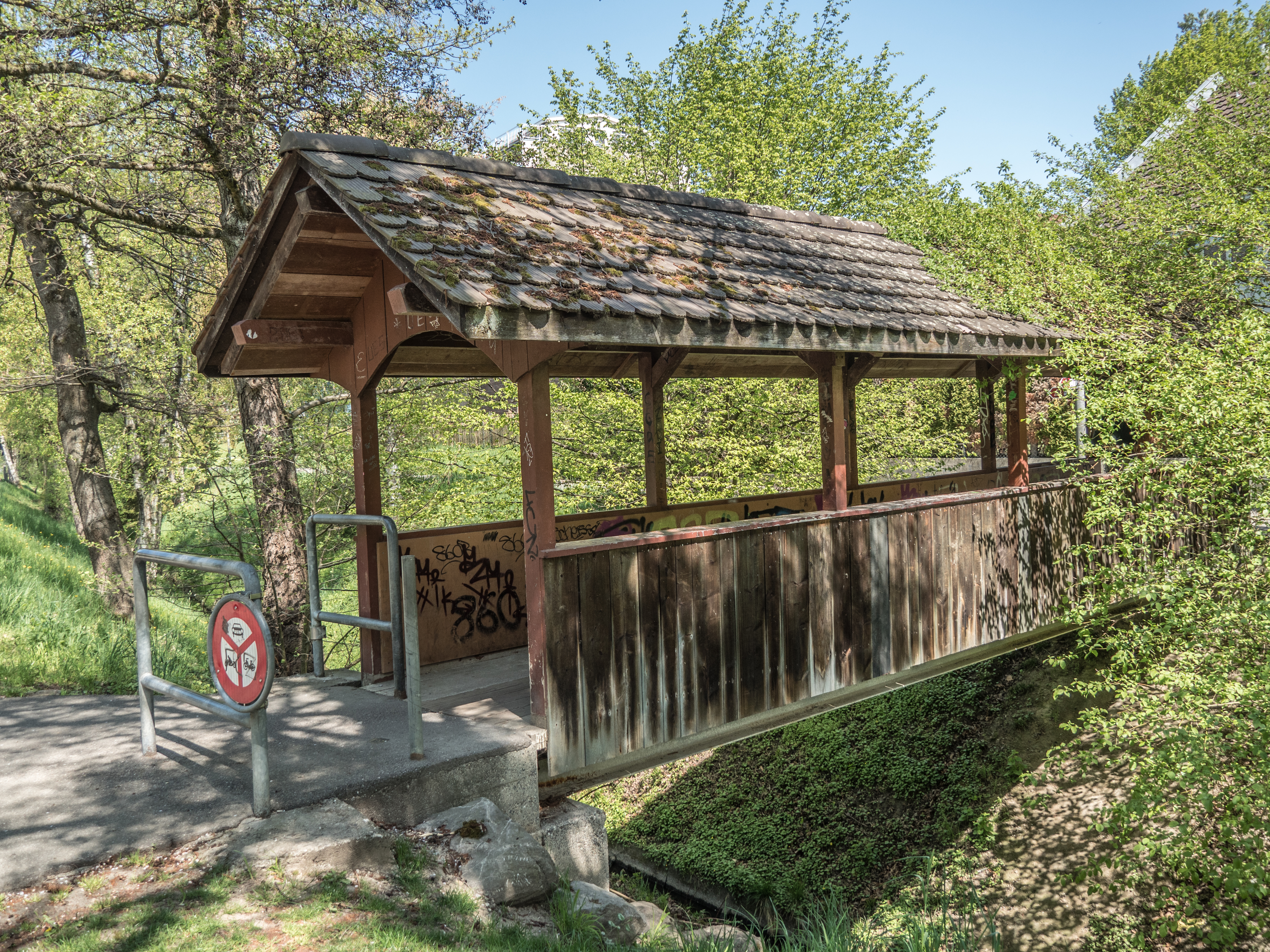
Gedeckte Holzbrücke bei Schwerzenbach

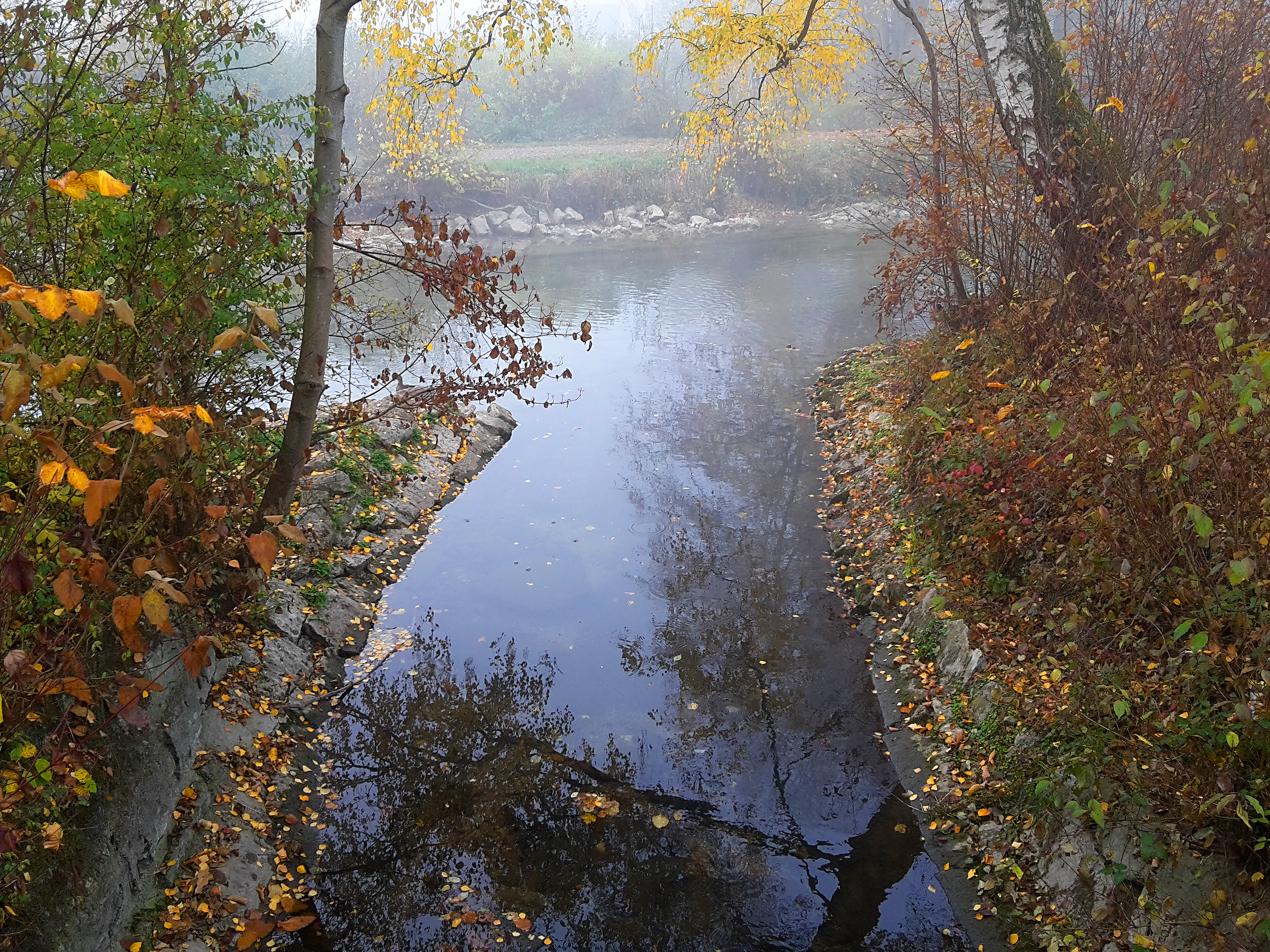
Mündung des Chimlibachs in die Glatt

Der Chimlibach entspringt eingedolt auf 475 m ü. M. als Dorfbach in der Flur Tonwisen wenig östlich des Volketswiler Siedlungsgebietes und nur wenig südlich der Quelle des Chriesbachs. Nach kurzem Lauf nach Nordwesten erreicht er Volketswil und folgt nun unterirdisch der Zentralstrasse bis kurz nach Einmündung der Poststrasse. Der Bach wendet sich nun gegen Südwesten und fliesst erstmals für rund zehn Meter offen. Nach Unterquerung der Sigristengasse folgt ein weiterer kurzer offener Abschnitt, wo ein Hochwasserentlastungskanal abzweigt, welcher die Weiher im Griespark speist.
Es folgen längere offene Abschnitte durch den südlichen Teil Volketswils, ehe am Kirchweg erneut ein Entlastungskanal abzweigt, welcher bei Zimikon in den Guntenbach mündet. Er fliesst am Friedhof Neuwies vorbei und erreicht wenig später den Griespark. Er passiert nun die beiden Weiher und wird ab dem Kultur- und Sportzentrum Gries erneut eingedolt. Er verläuft oberhalb von Zimikon und tritt im Quartier Tannboden bei Hegnau wieder zutage. Es folgen linksseitig Siedlungen sowie ein grösserer Schrebergarten, während man am rechten Ufer Landwirtschaft und teilweise Industrie findet. Der Bach wendet sich nach kurzem Lauf gegen Süden und bildet die Gemeindegrenze zwischen Volketswil und Schwerzenbach.
Nur kurz danach drängt er vollständig in bebautes Gebiet ein, in welchem er meist offen fliesst. Er läuft jetzt nach Südosten, ehe er einen grösseren Bogen Richtung Südwesten um das Schwerzenbacher Quartier Gferch vollzieht. Nach Einmündung des wichtigsten Zuflusses, des Guntenbachs, und Unterquerung der Bahngleise tritt er ganz auf Schwerzenbacher Gemeindegebiet über. Er wird nun rechtsseitig von Feldern begrenzt, welche vollständig von Siedlungsgebiet eingeschlossen werden, und nimmt von links den Zimikerriedgraben auf, welcher beim Golfplatz entspringt. Dabei passiert er am linken Ufer den Friedhof Oberholz, wo er einen kleinen Bogen nach Süden macht, ehe er kurz nach Nordwesten fliesst. Er durchfliesst jetzt nochmals einen Siedlungsstreifen an der Dorfstrasse, bevor er sich nach der Tennisanlage Schlösseri nach Südwesten wendet. Kurz darauf mündet der Chimlibach auf 425 m ü. M. gegenüber von Fällanden in den Oberlauf der Glatt.

### Einzugsgebiet
Das 12,6 km² grosse Einzugsgebiet setzt sich zusammen aus 44,5 % bebauter Fläche, 39,5 % landwirtschaftlicher Fläche und 15,9 % naturnaher Fläche und Wald. Der höchste Punkt wird mit 589 m ü. M. im Chammerholz zwischen Freudwil und Wermatswil erreicht, die durchschnittliche Höhe beträgt 483 m ü. M.
Im Norden liegt das Einzugsgebiet der Kempt sowie das des Chriesbachs und im Süden das des Werrikerbachs.